# Конвертерне виробництво

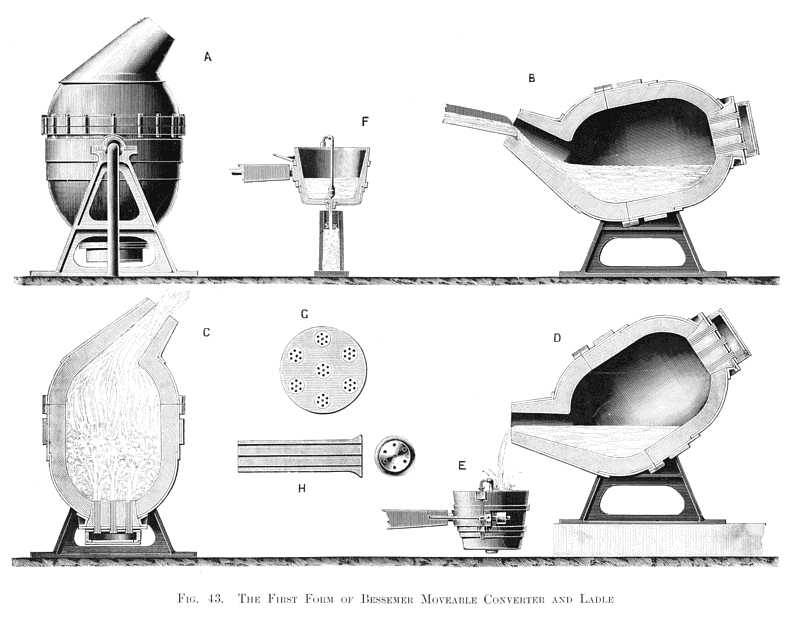
Схема устрою та роботи бесемерівського конвертора.

Конвертерне виробництво — одержання сталі продуванням рідкого чавуну повітрям або технічно чистим киснем у конверторах. У процесі конвертерного виробництва чавун перетворюється на сталь внаслідок окиснення домішок (вуглецю, кремнію, марганцю та інших) і наступного їх видалення з розплавленого металу. Конвертерне виробництво не потребує палива, бо окиснення домішок відбувається з виділенням тепла. Конвертерне виробництво відрізняється від мартенівського виробництва високою продуктивністю і нескладністю технології.
Першим конверторним процесом був бесемерівський процес, потім був розроблений томасівський процес. У ХХ столітті впроваджено киснево-конверторний процес, що став найпоширенішим конверторним процесом. Використання технічно чистого кисню з невеликим вмістом азоту (<= 0,5%) дає змогу одержувати сталь високої якості, переробляти у конверторах значну кількість металевого брухту. Така сталь за пластичністю, ударною в'язкістю та іншими властивостями рівноцінна мартенівській сталі або перевершує її.